# Enstar Group
Die Enstar Group ist eine auf das Run-Off-Geschäft spezialisierte Versicherungsgruppe mit Sitz in Bermuda. Das Unternehmen ist an der NASDAQ unter dem Kürzel ESGR gelistet.

## Geschichte und Hintergrund
1970 wurde Enstar als Beteiligungsgesellschaft gegründet. Später stieg hier J.C. Flowers & Co. LLC als Großinvestor ein.
1993 gründete Dominic F. Silvester ein Unternehmen, das für im Sachversicherungsbereich tätige Erst- und Rückversicherungsunternehmen Run-Off-Lösungen anbot. 1995 ging das Geschäft in der Gesellschaft Castlewood Limited auf. Diese gründete 1996 eine im Vereinigten Königreich sitzende Tochtergesellschaft zur Expansion in den europäischen Raum. 2000 wurde gemeinsam mit den Investmentgesellschaften Enstar und Trident II ein Joint Venture vereinbart, an dem Castlewood mit 45 % den größten Anteil hielt.
Im Oktober 2001 wurde die Castlewood Holdings Limited nach bermudianischem Recht gegründet, um Versicherungs- und Rückversicherungsunternehmen in Abwicklung zu erwerben und zu verwalten. In der Folge wurden verschiedene Portfolien und Unternehmen übernommen bzw. von den Eigentümern bei Gründung in das Unternehmen eingebracht. Dazu gehörten neben zwei noch 2000 erworbenen Eigenversicherer der kurz zuvor in Total aufgegangenen Petrofina sowie der in London ansässige Versicherer River Thames Insurance und die bermudianische Rückversicherungsgesellschaft Overseas Reinsurance.
2003 hatte Enstar die Toa Reinsurance Company übernommen.
2006 übernahm Castlewood Enstar und firmierte sich dabei in Enstar Group um, J.C. Flowers blieb dabei Großaktionär. 2010 übernahm sie die Clarendon Insurance Group von der Hannover Rück, die den in New York ansässigen Versicherer 1999 erworben hatte, für zirka 200 Mio. US-Dollar (heute ca. 249 Mio. US-Dollar). Während viele Unternehmen ihr stillgelegtes Versicherungsgeschäft inhaus verwalteten, wuchs die Gesellschaft bei der sogenannten externen Finalität zum globalen Marktführer, die laut einer Studie von Ernst & Young für das Jahr 2011 mit 21 % Marktanteil deutlich vor Berkshire Hathaway (11 %) rangierte.
2013 expandierte das Unternehmen auch in den Run-Off-Markt für Lebensversicherungsbestände. 2015 veräußerte die Nationale Suisse zum Preis von 33,7 Mio. Euro (heute ca. 42,5 Mio. Euro) große Teile des Belgiengeschäfts an Enstar. 2016 übernahm Enstar als Rückversicherer einen Teil der insbesondere von der Allianz-Tochter Fireman’s Fund stammende Haftungsrisiken des Allianz-internen Rückversicherers Allianz Re, die Transaktion umfasste Schadenreserven in Höhe von 1,1 Mrd. US-Dollar (heute ca. 1,2 Mrd. US-Dollar). In den folgenden Jahren gab es diverse Transaktionen mit großen internationalen Versicherungsgruppen, etwa mit der QBE Insurance aus Australien, der britischen RSA Insurance Group, der Münchener Rück oder der AXA XL.
Enstar war mehrfach in die Gründung von Sidecars involviert, beispielsweise 2016 bei KaylaRe gemeinsam mit der Hillhouse Capital Group und Stone Point Capital oder 2018 bei Enhanzed Re mit der Hillhouse Capital Group und der Allianz. 2021 übernahm Enstar die Anteile der Hillhouse Capital Group und hielt 75,1 % der Anteile, im Sommer 2022 wurden die Übertragung der Anteile an die Allianz beschlossen.